# Глазгоу (Делавер)
Глазгоу (енгл. Glasgow) насељено је место без административног статуса у америчкој савезној држави Делавер.

## Демографија
По попису из 2010. године број становника је 14.303, што је 1.463 (11,4%) становника више него 2000. године.
| Група             | 2000.         | 2010.         |
| Белци             | 9.808 (76,4%) | 8.860 (61,9%) |
| Афроамериканци    | 2.185 (17,0%) | 3.586 (25,1%) |
| Азијати           | 299 (2,3%)    | 816 (5,7%)    |
| Хиспаноамериканци | 386 (3,0%)    | 716 (5,0%)    |
| Укупно            | 12.840        | 14.303        |